# Area archeologica del Sodo
L'area archeologica del Sodo è un parco archeologico situato a valle dell'abitato di Cortona, nell'omonima località ai margini di Camucia. L'area, che fa parte della Direzione regionale musei della Toscana, è gestita dal MAEC all'interno del parco archeologico di Cortona. 

## Storia e descrizione
Nella pianura alla base di Cortona sono noti tre tumuli etruschi, chiamati localmente "meloni" per la loro forma di colline tondeggianti: il tumulo I del Sodo, il II del Sodo e quello di Camucia.
Il tumulo II è il più grande e più monumentale, ed è di proprietà statale; nella stessa area si trova il tumulo I, di proprietà privata ma in concessione ai gestori dell'area archeologica. Infine il tumulo di Camucia, a circa 2,5 km di distanza in direzione sud, è visitabile solo su appuntamento. 
I reperti provenienti dalle tombe si trovano per lo più al MAEC di Cortona.

### Tumulo I

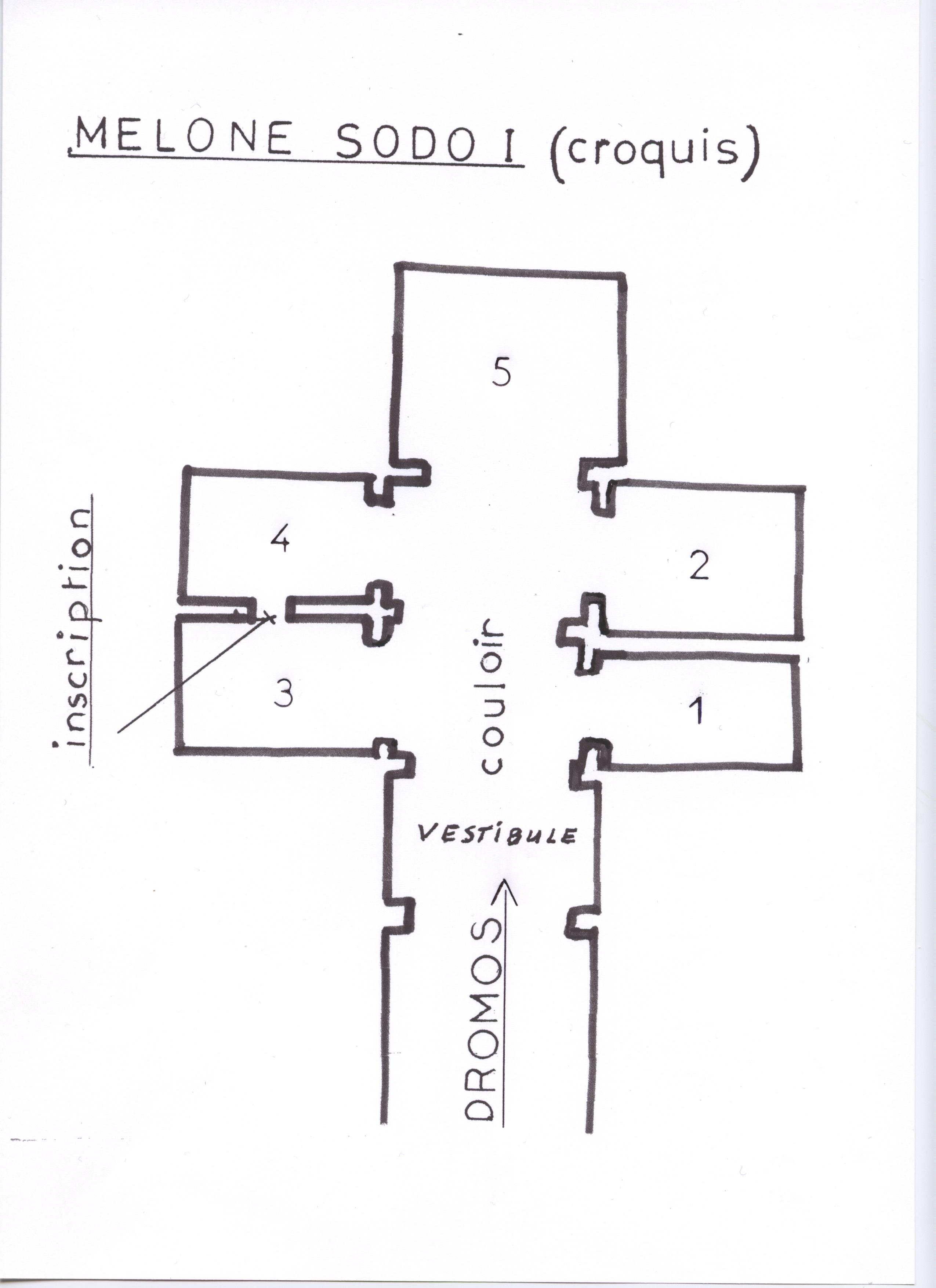
Pianta della tomba del tumulo I. C'è un'imprecisione riguardo all'iscrizione, che si trova dal lato della camera 4 invece che 3.

Il tumulo I è il più antico (VII secolo a.C.)  e misura circa 50 metri di diametro per un'altezza massima di circa 10. Vi è scavata una sola tomba (scoperta nel 1909), orientata in direzione sud-ovest, con un breve dromos scoperto che immette a un vestibolo quadrangolare, che introduce ad altre due stanzette consecutive della stessa forma. Ai lati di queste ultime si aprono simmetricamente due camere di sepoltura per lato, e una terminale al centro, per un totale di cinque. Le volte a tholos delle coperture sono state ampiamente rifatte nel corso dei restauri. Un'iscrizione sopra un passaggio tra le due camere del lato sinistro riporta i nomi dei proprietari antichi: «Questo è il lugo di sepoltura di Arnt Mefanates e di Velia Capisnei».
La tomba era stata violata in antico. Alla prima fase di utilizzo (VII secolo a.C.) sono riferibili frammenti ceramici greco-orientali, etrusco-corinzi e buccheri, oltre ad alcuni rinvenimenti bronzei (affibbiagli da cintura e appliques), a pezzi si alabastra in vetro e piccoli avanzi di cofanetti o pissidi in avorio, di fattura probabilmente chiusina.
A una seconda e ultima fase (IV–III secolo a.C.) sono riferibili l’iscrizione e frammenti di ceramica a vernice nera ed etrusca.

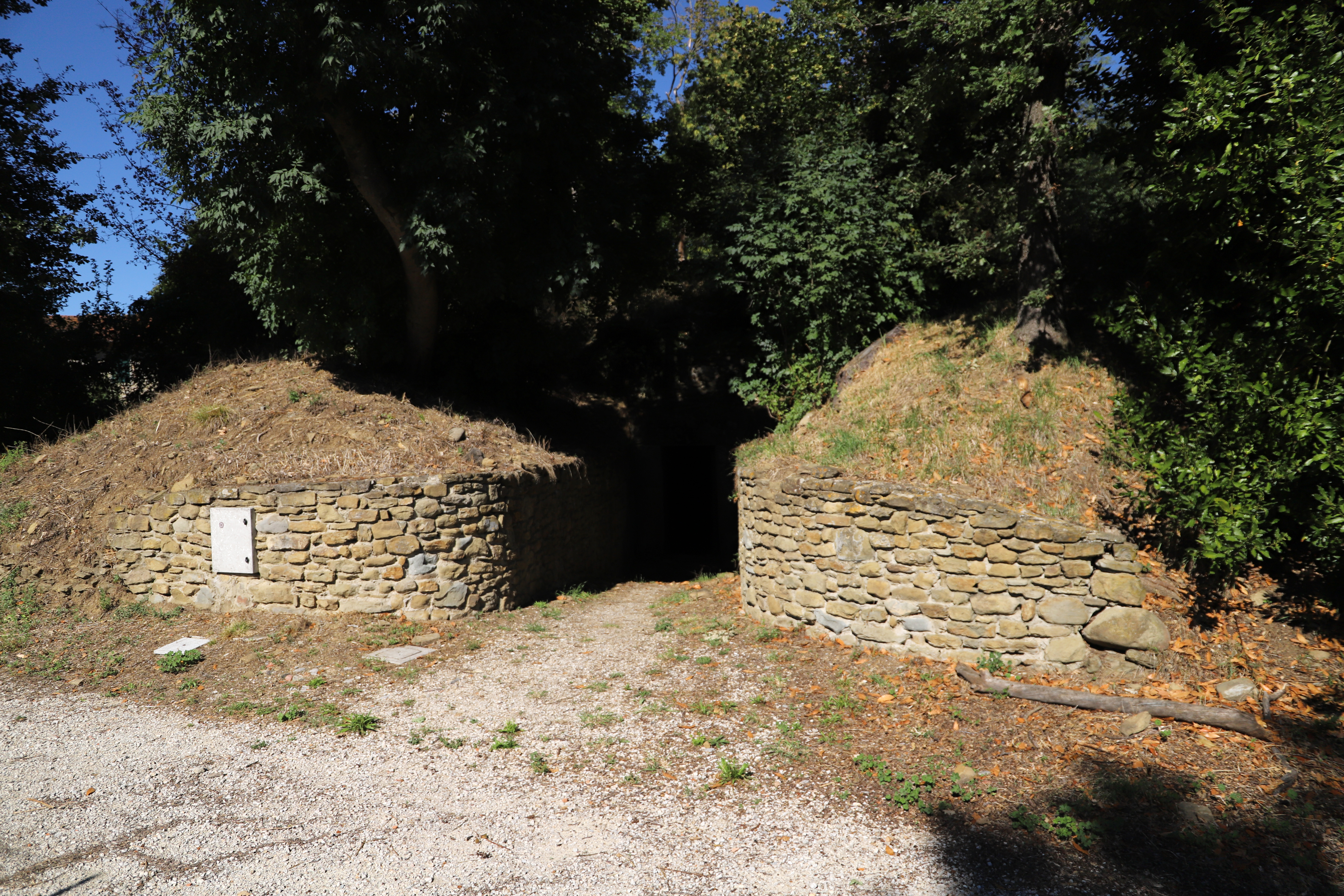
L'ingresso della tomba a dromos
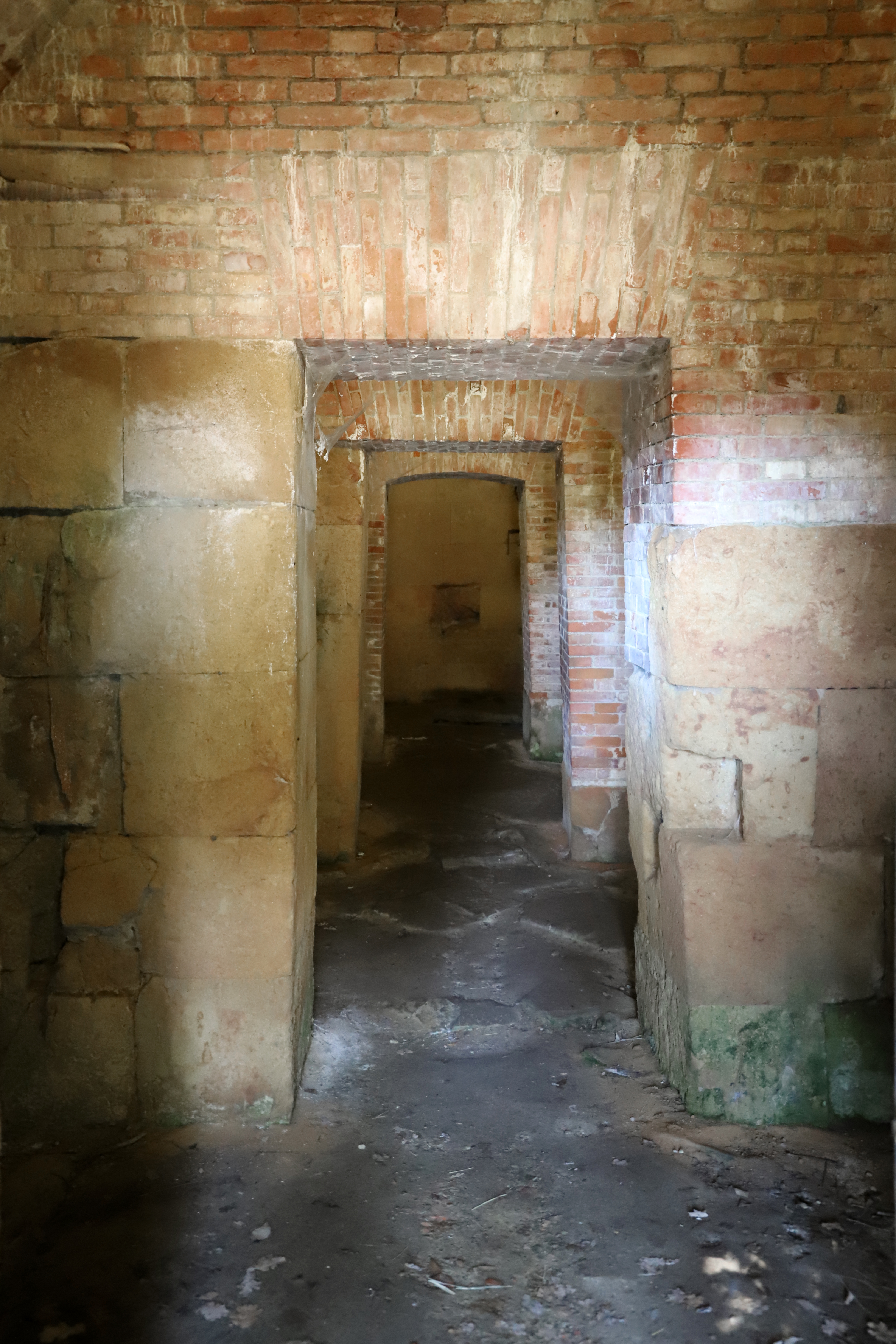
I vestiboli
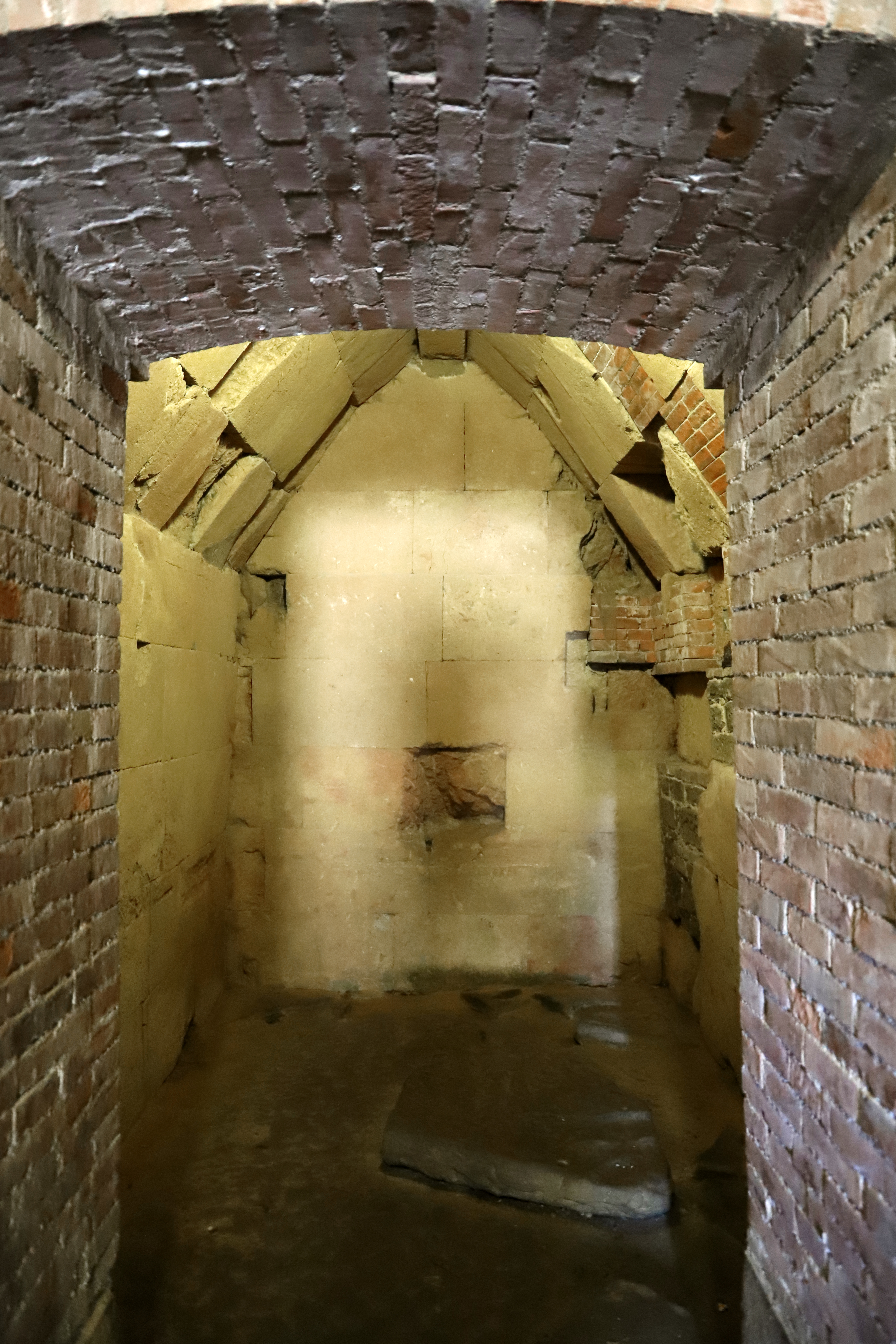
Una camera sepolcrale
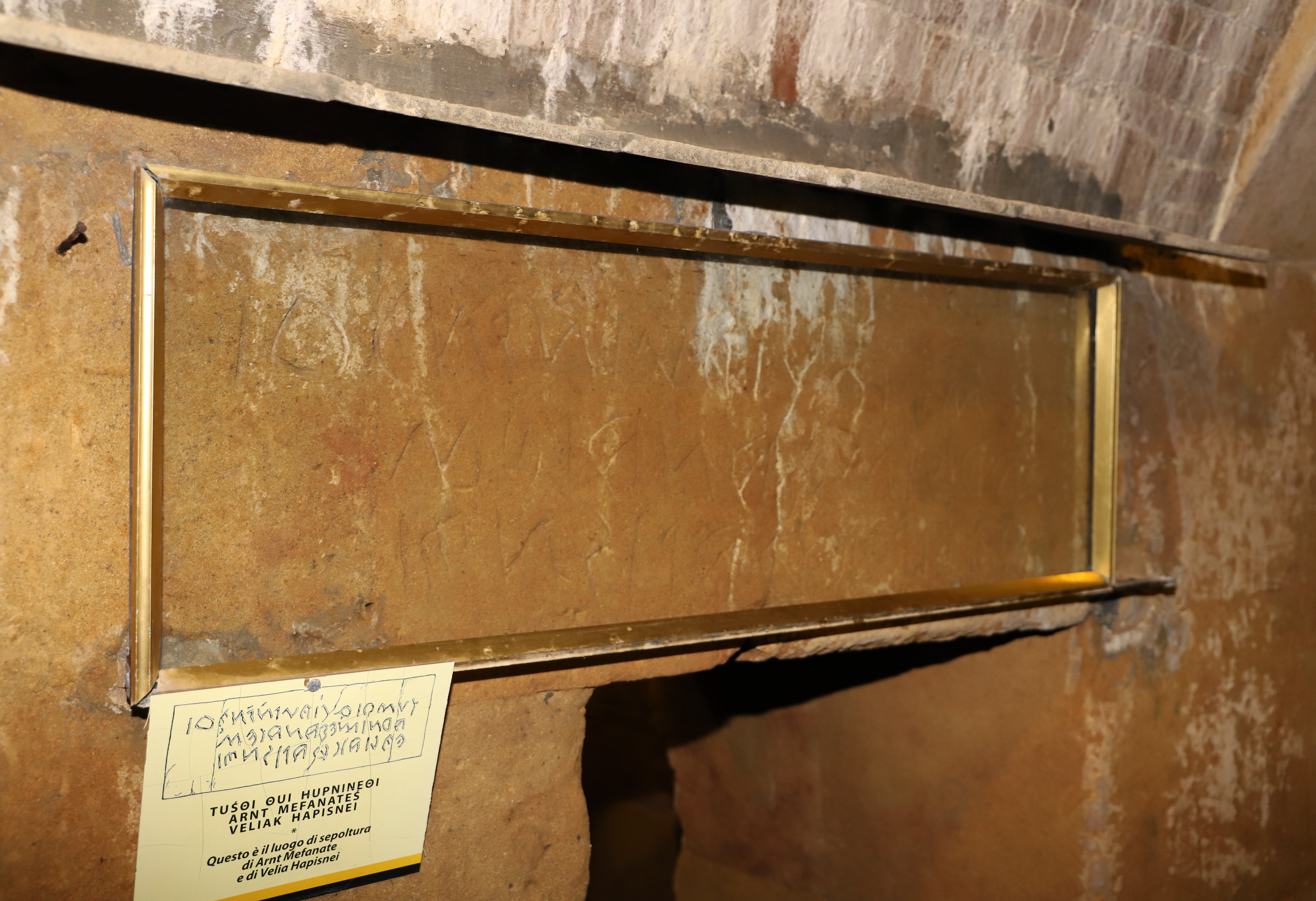
L'iscrizione

### Tumulo II

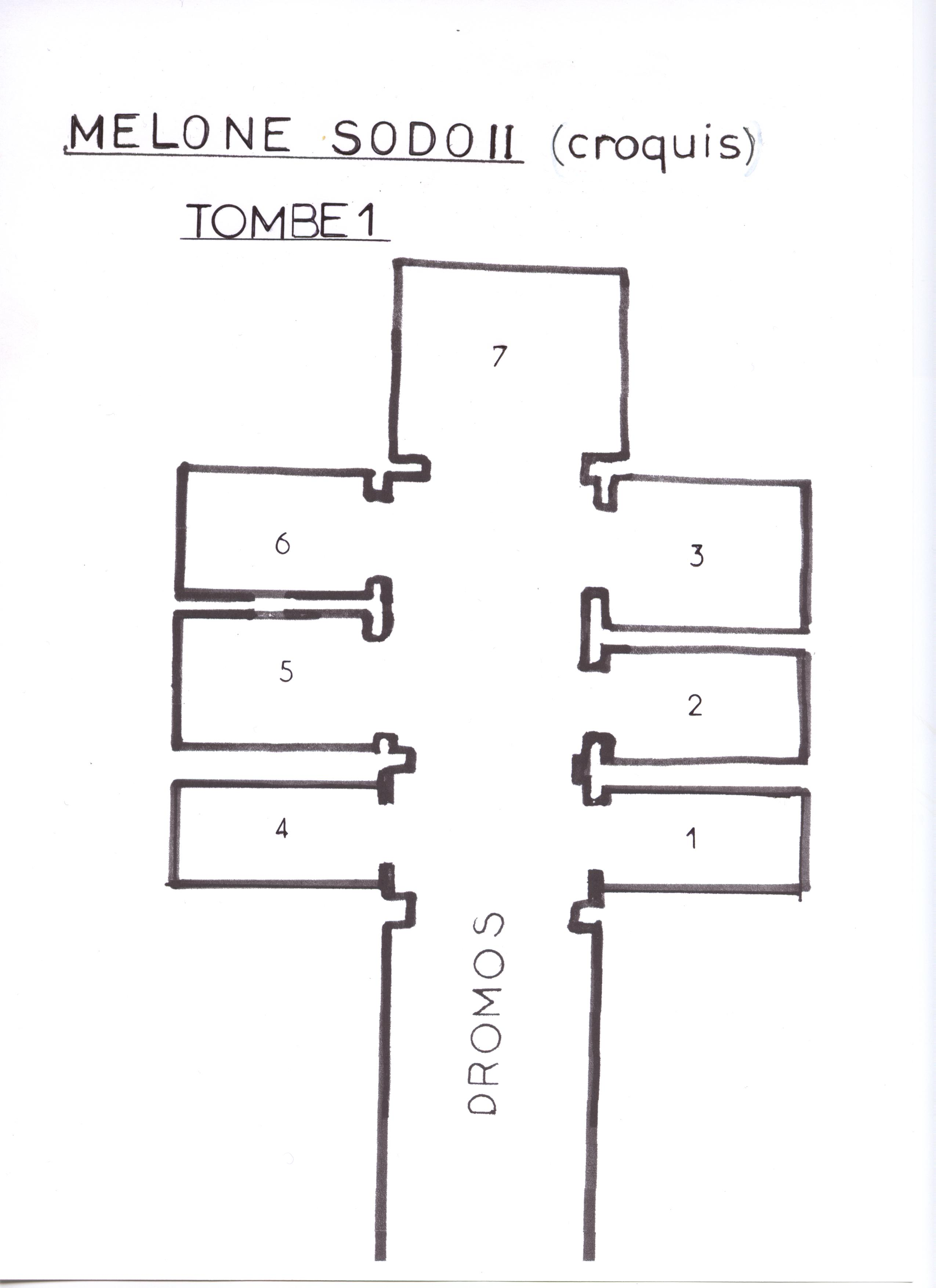
Pianta della tomba I del tumulo II

Il tumulo II misura 64 metri di diametro e vi sono state rinvenute due tombe a dromos molto compromesse, e una serie di sepolture minuri presso una grande piattaforma d'altare.
La tomba I (scavata nel 1928) è la più grande ed è databile al 580 a.C. circa. Vi si accadeva da un lungo corridoio dromos orientato verso ovest, fino a un imponente portale di cui resta solo l'architrave, che portava a due vestiboli quadrangolari su cui si aprivano tre camere sepolcrali per lato e una longitudinale alla fine dei vestiboli. In larga parte la zona centrale è crollata, ma le camere conservano meglio la copertura a pseudo-volta, con lastroni addossati l'uno sull'altro via via più sporgenti verso il centro, conclusi da un filare di conci sagomati a cuneo. La muratura appare più raffinata delle altre tombe, con blocchi in pietra arenaria locale ben squadrati e collocati in opera pseudo-isodoma. 
Gli scavi del 1928–1929 e quelli del 1990 hanno recuperato frammenti di bucchero di fattura chiusina, e di ceramica attica a figure nere (600–550 a.C. circa), riferibili nelle loro decorazioni al pittore della Gorgone, a KX e ai seguaci di Lydos, tutti molto rari fuori della Grecia, a testimoniare il gusto raffinato dei proprietari del tumulo. Negli scavi più recenti è stata anche ritrovata una fibula in oro ad arco, della seconda metà del VI secolo a.C. Frammenti di kelebai volterrane testimoniano anche un riutilizzo delle tombe in epoca ellenistica.

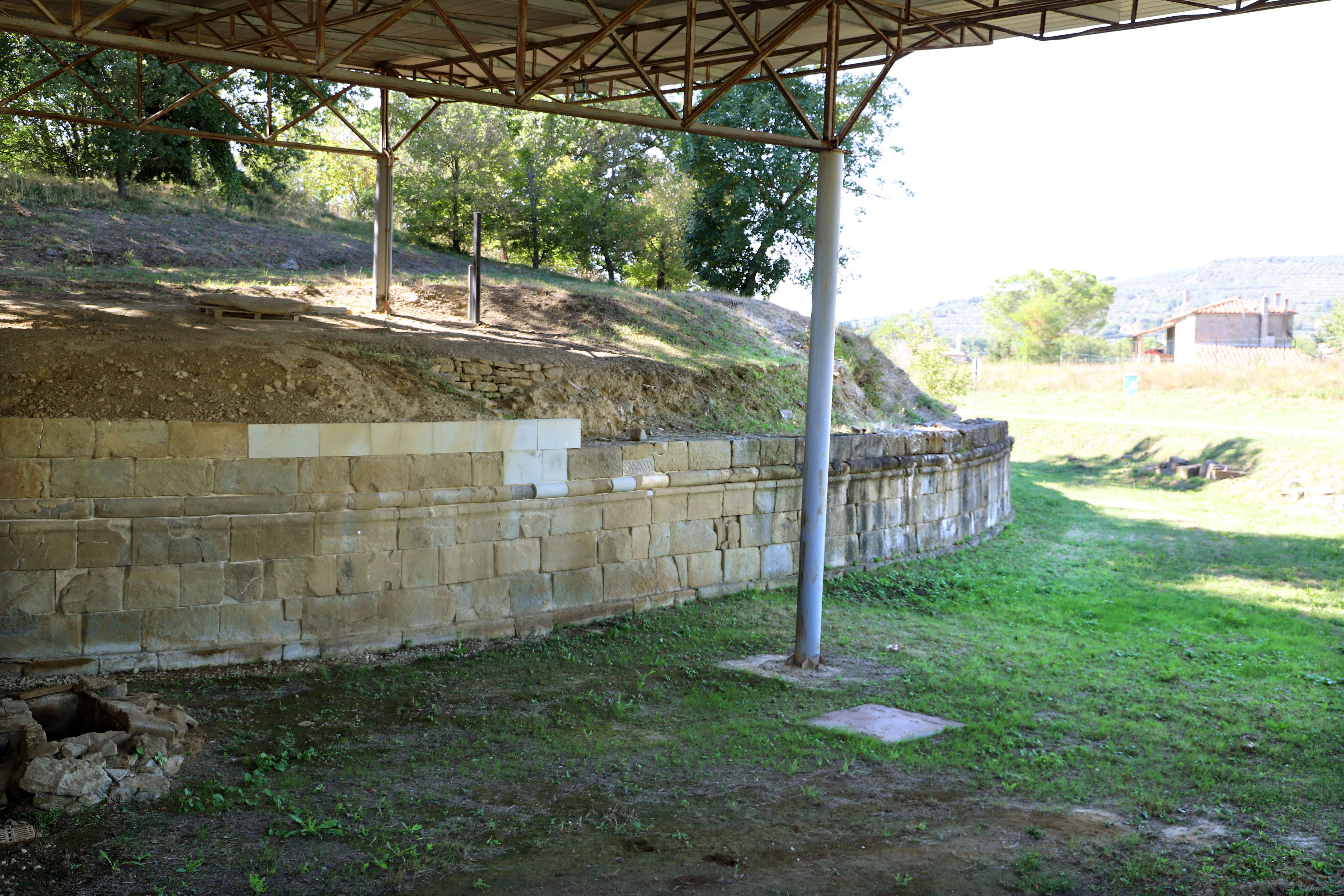
Il tumulo II

La tomba II, a due celle introdotte da un dromos, fu scoperta solo nel 1991 e scavata nel 1992. risalente al 480–460 a.C. circa, fu profanata in antico quando dovette crollare una parte della copertura, e conserva all'interno un totale di quattro banchine erano adagiati altrettanti i sarcofagi a cassone in pietra fetida, più un quinto vicino alla parete di fondo, tutti fortemente frammentari ma contenenti ancora i resti degli inumati. Vi si trovavano inoltre due urnette fittili e tre in arenaria, due delle quali con iscrizioni e decori. Il corredo rinvenuto comprende oltre 150 piccoli pezzi di oreficeria finemente lavorati, soprattutto grani di collane in oro, cristallo di rocca e ambra, anelli e ornamenti per le vesti. A una sepoltura maschile erano pertinenti uno stilo scrittorio in bronzo decorato da una statuetta di Ercole, uno strigile, un pezzo di strumento musicale in osso, ed elementi di troni e cofanetti bronzei; a una fase più tarda di utilizzo sono pertinenti alcuni frammenti ceramici di produzione etrusca. 
Ad est si trova una monumentale piattaforma di altare per le celebrazioni funebre, riferibile agli inizi del VI secolo a.C. e, unico nel suo genere, decorato da rilievi scultorei alle estremità laterali della gradinata (le parti più importanti scolpite sono oggi conservate al MAEC e sostituite da copie). 
In prossimità dell'altare sono state scavate 17 tombe per lo più a fossa a inumazione, databili a due fasi: una più antica (VI secolo a.C.) e una più tarda  e dilatata, successiva al crollo del paramento dell'altare, che va dall'epoca tardo-repubblicana a tutto il I secolo d.C., a testimonianza dell'uso di tutta l'area del tumulo come cimitero anche in epoca romana.

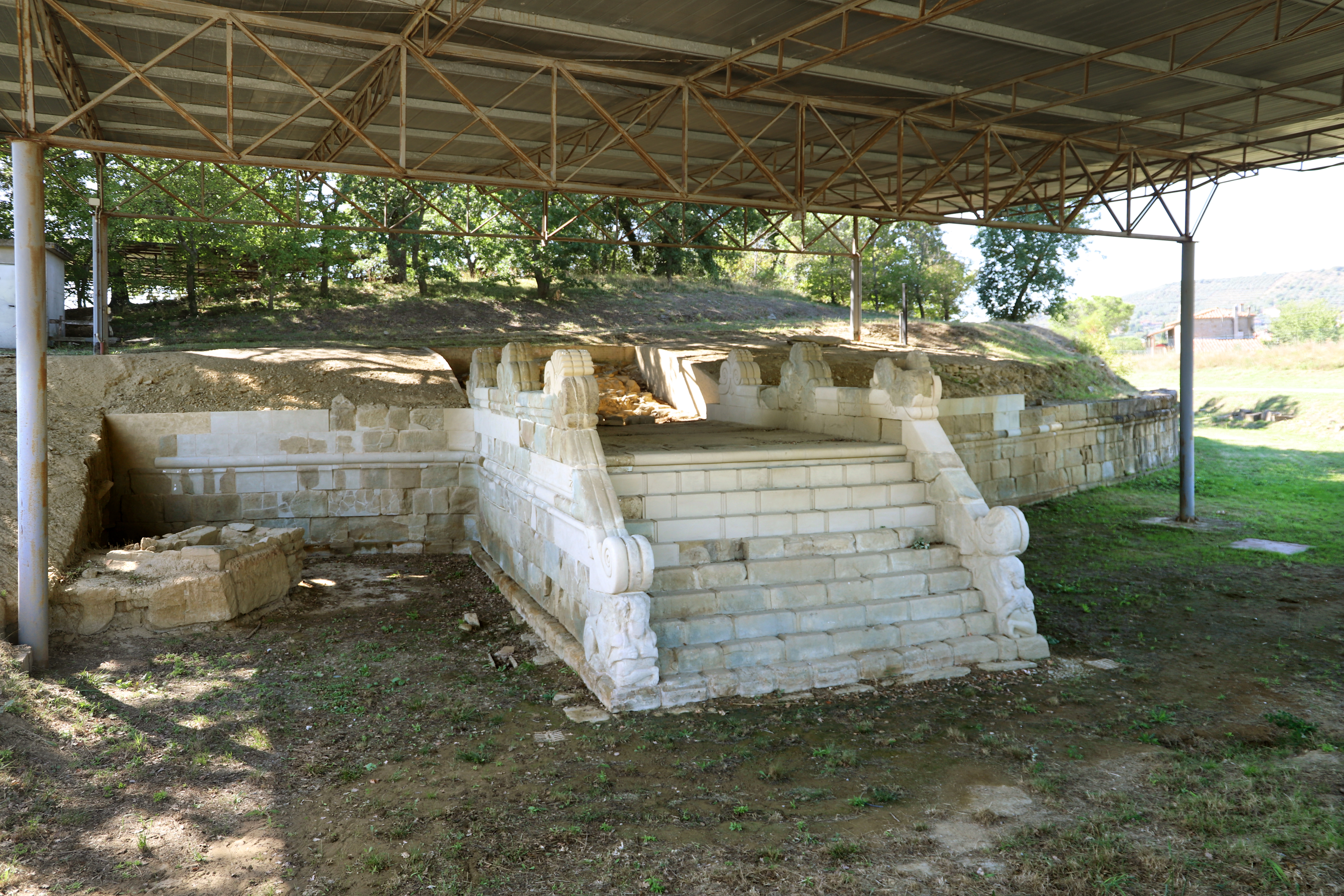
L'altare funebre
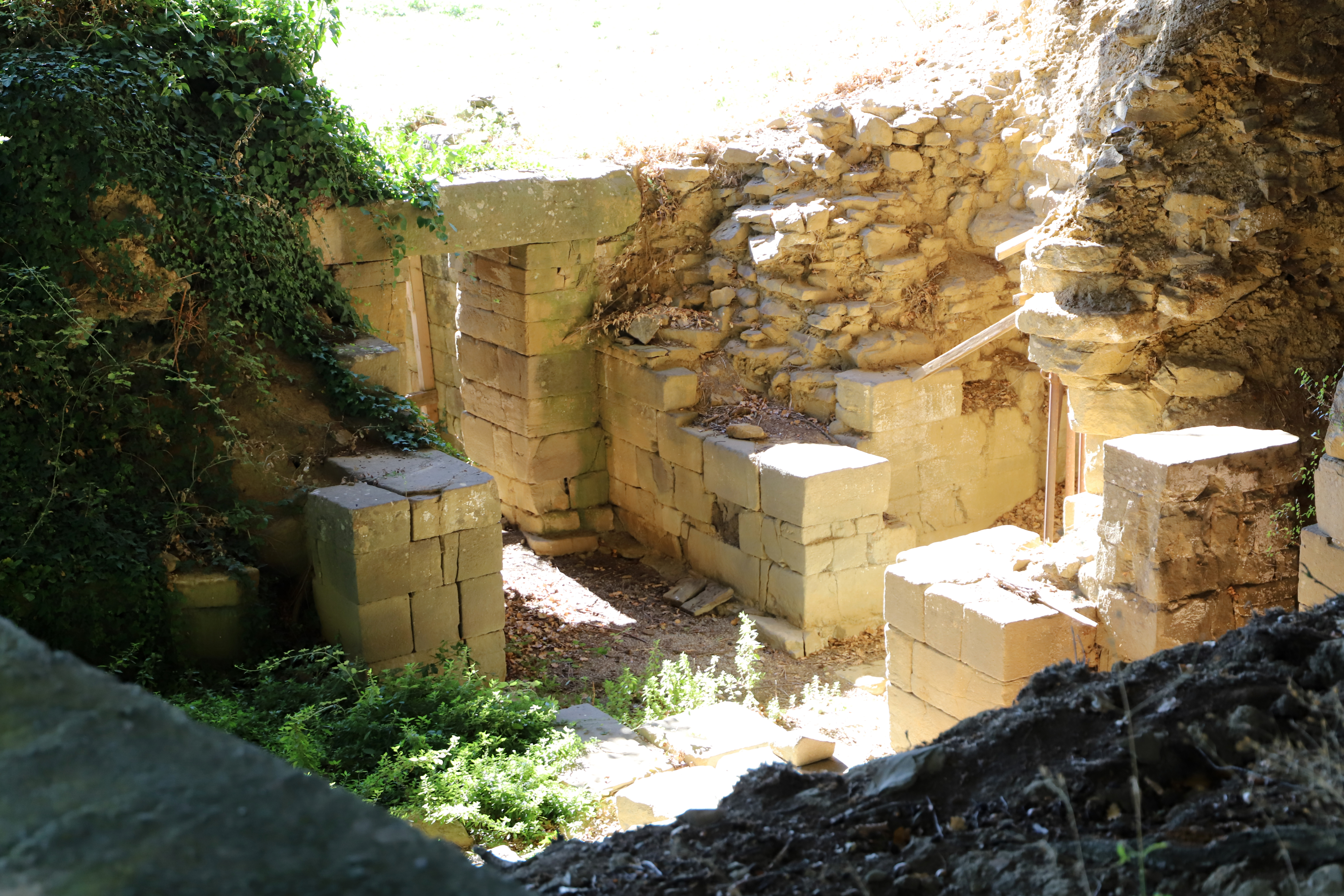
La tomba I
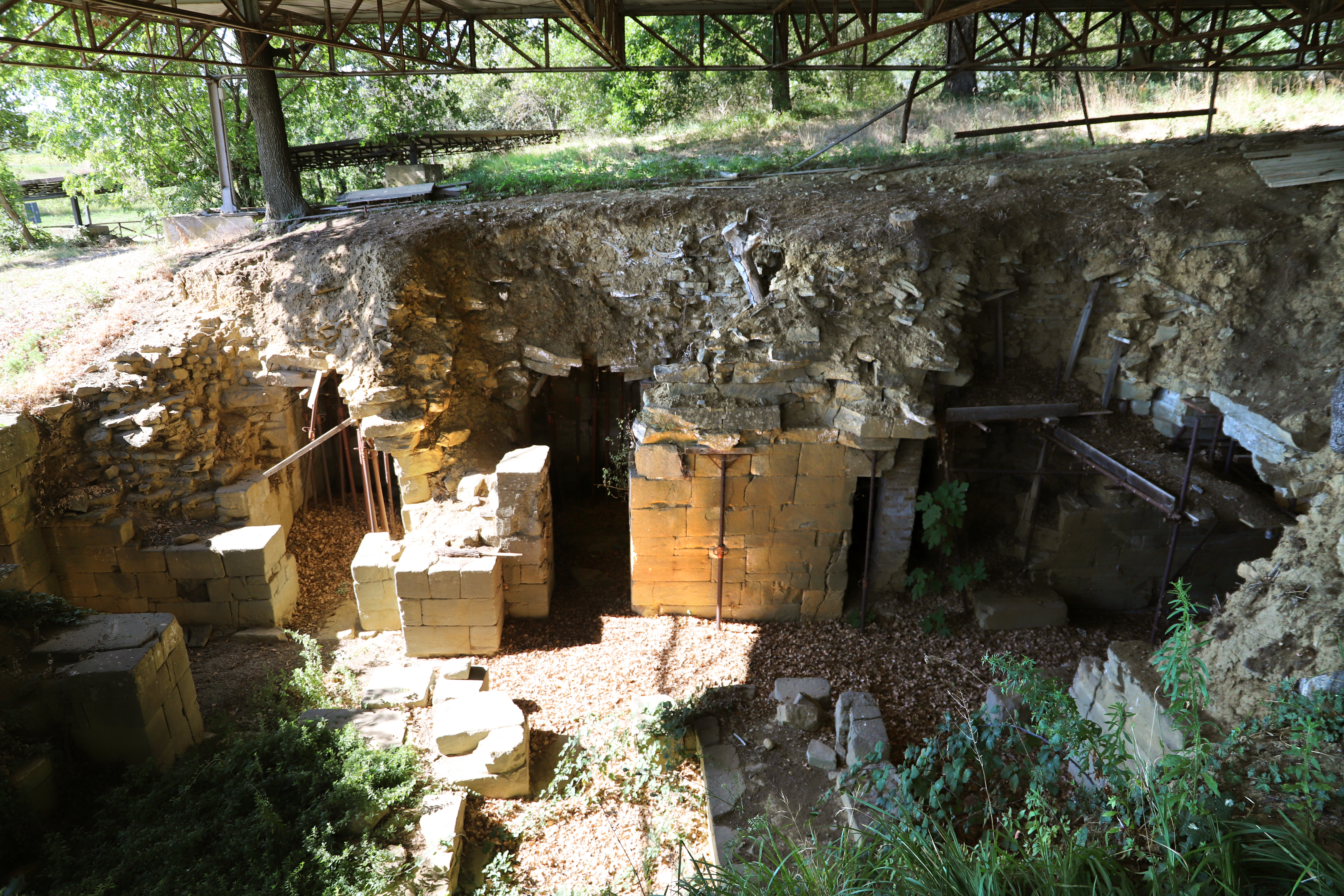
La tomba I
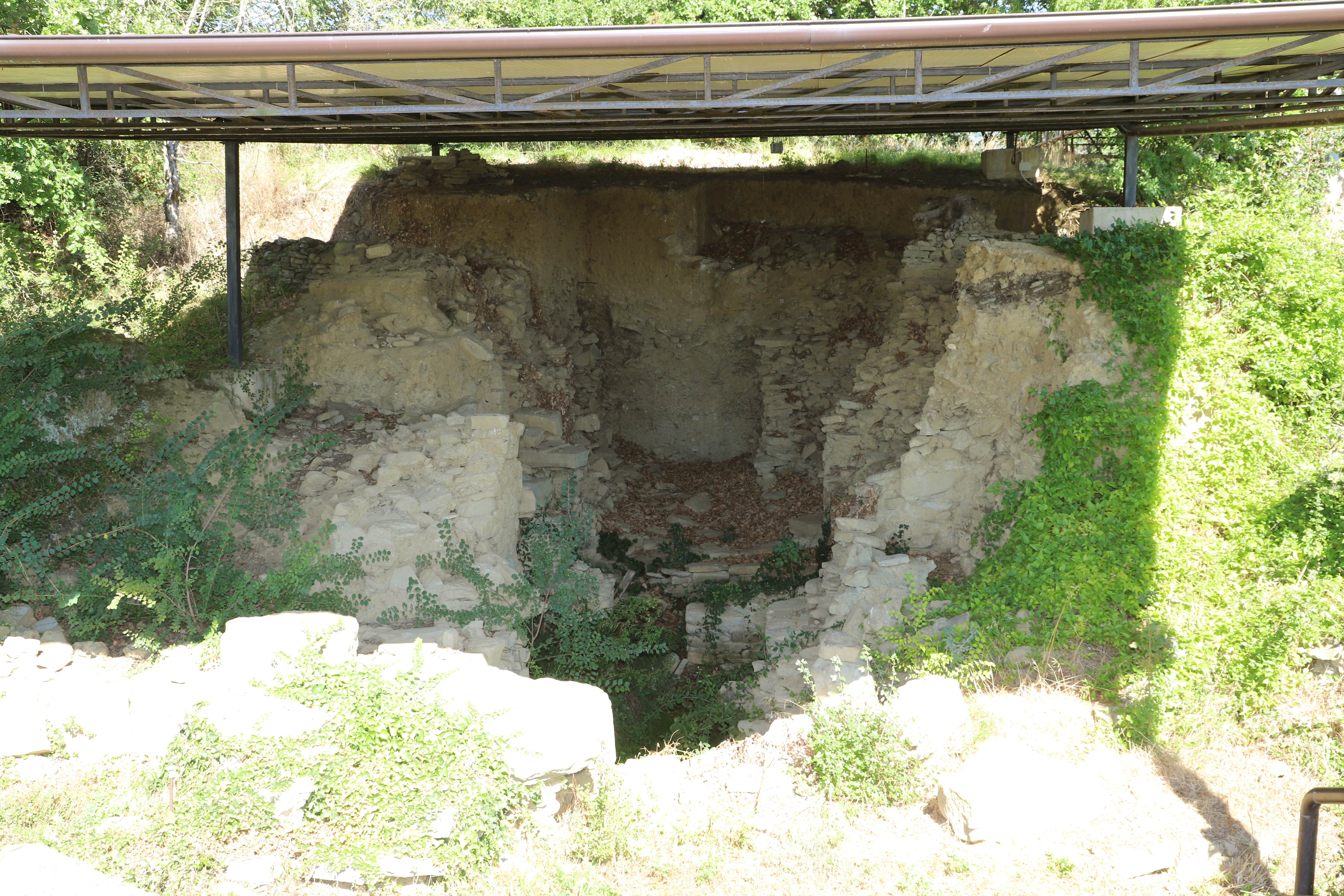
La tomba II